# Viaduc de Port-Aubry
Le viaduc de Port-Aubry est un pont ferroviaire français qui franchit la Loire, et relie la commune de Cosne-Cours-sur-Loire (Nièvre) à celle de Bannay (Cher). Cet ouvrage a été construit sur l'ancienne voie ferrée militaire « Bourges - Toul » par la Compagnie du chemin de fer de Paris à Orléans, d’où le nom qui lui est donné localement de « pont du P.-O. ». D’une longueur totale de 828 m, il figure parmi les plus longs ponts en treillis ferroviaires de France, avec celui de Cubzac (2 178 m).

## Situation ferroviaire

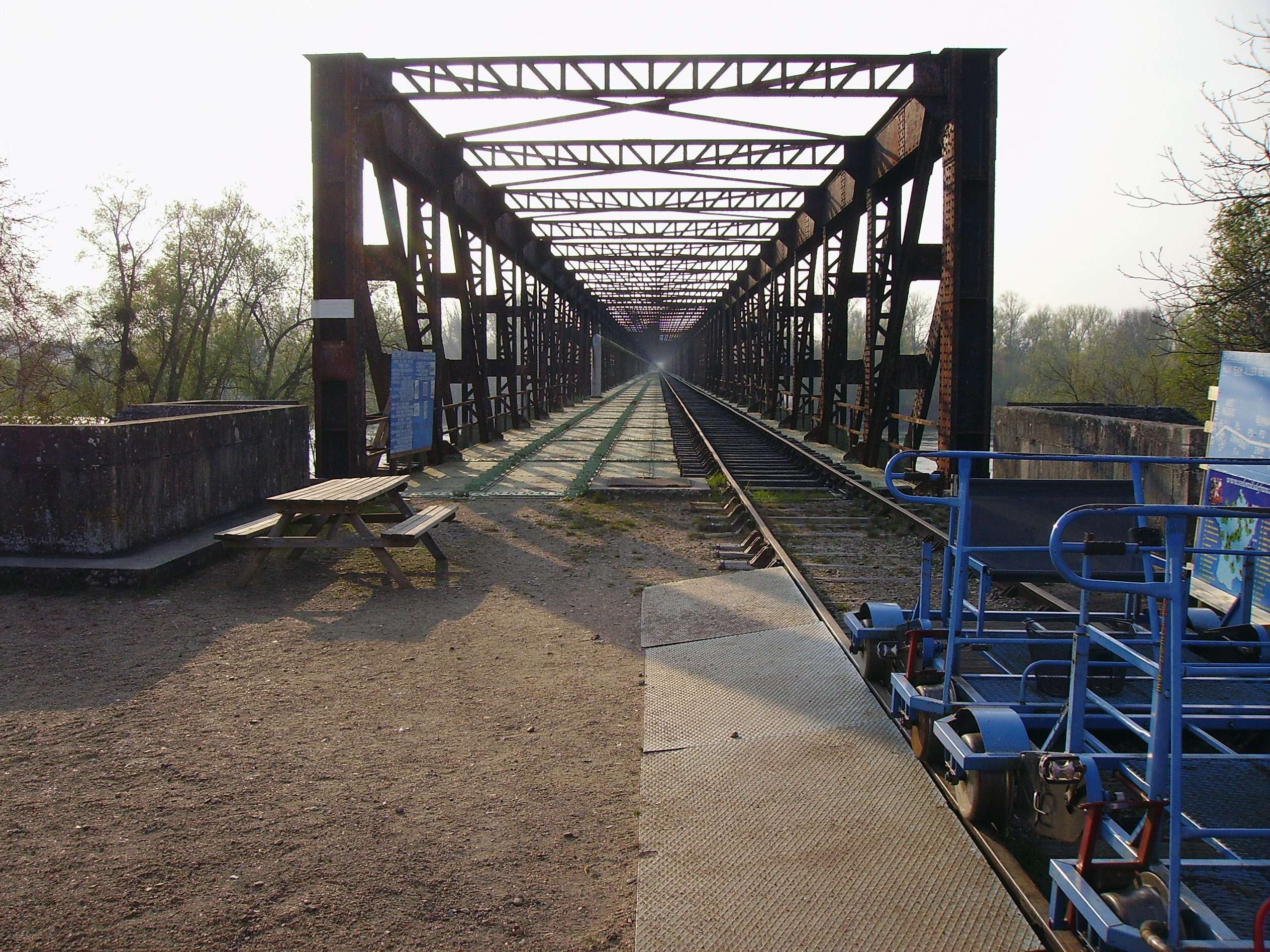
L’entrée du viaduc, côté Nièvre. Des cyclo-draisines circulent l’été de cette « gare de départ » jusqu'à Saint-Satur via Bannay (aller-retour de 15 km maximum, durée 2 h).

Ce viaduc est situé au point kilométrique (PK) 295,7 de la ligne de Saint-Germain-du-Puy à Cosne-Cours-sur-Loire. Anciennement à double voie (situées à la partie inférieure de la structure métallique de type pont-cage), la ligne est mise à voie unique en 1950. L’année 2000 voit le dernier passage : un train de céréales venant des silos de Saint-Satur.
Par ailleurs, 11 km au sud du viaduc, la commune de Ménétréol-sous-Sancerre compte deux anciens viaducs ferroviaires dont le plus grand, long de 232 m, est le viaduc de Lestang.

## Géographie
Côté Nièvre (à l’est), le viaduc est situé à une soixantaine de mètres du lieu-dit Port-Aubry, et environ 3 km au sud de Cosne-Cours-sur-Loire.
L’ouvrage traverse la Loire, à 2,8 km (par la route touristique longeant le fleuve) en amont du pont suspendu routier de Cosne-Cours-sur-Loire.
Côté Cher (à l’ouest), la voie ferrée enjambe, au nord de Bannay, le canal latéral à la Loire.

## Histoire
Le 18 décembre 1893, il est traversé par un premier train à vapeur.
Le 16 juin 1940, en retraite, le 11e GRDI (2e DI) franchit la Loire sur le pont ferroviaire de Bannay.
Le 17 juin 1940, le brigadier Yves Mathurin Marie Rault, du 231e régiment d'artillerie lourde divisionnaire (RALD), y est tué en tentant sans succès de mettre à feu une charge explosive pour le faire sauter. Le capitaine Gérard François Gaston Buc du 4e régiment du génie, d'état-major du génie, 6e armée, est mortellement blessé. Il mourra le lendemain à l'hôpital de Sancerre. Ce dernier avait réquisitionné quelques hommes pour faire sauter le pont.
Pour permettre à leurs véhicules de l’emprunter, le commandement allemand réquisitionne toutes les planches disponibles chez les fabricants de meubles et les menuisiers pour recouvrir une des deux voies ferrées, car c'est le seul point de passage de la Loire à Cosne-sur-Loire, le pont routier ayant été bombardé. Pour le retour d’exode à l’été 1940, les voitures des réfugiés seront autorisés à l'emprunter.
En juillet 1944, l’occupant allemand fait exploser la 3e travée.

## Description
Ce pont en treillis comporte 14 travées de 58 m, deux culées et une structure métallique comptant près d’un million de rivets. Les 13 piles sont en maçonnerie.